# Jiantianjie (sockenhuvudort i Kina, Jiangxi Sheng, lat 29,42, long 116,99)
Jiantianjie är en sockenhuvudort i Kina. Den ligger i provinsen Jiangxi, i den sydöstra delen av landet, omkring 140 kilometer nordost om provinshuvudstaden Nanchang. Antalet invånare är 19 955. Befolkningen består av 9 493 kvinnor och 10 462 män. Barn under 15 år utgör 20,0 %, vuxna 15-64 år 71 %, och äldre över 65 år 8,0 %.
Runt Jiantianjie är det tätbefolkat, med 881 invånare per kvadratkilometer. Närmaste större samhälle är Tianfanjie, 13,7 km sydväst om Jiantianjie. I omgivningarna runt Jiantianjie växer i huvudsak blandskog.
Genomsnittlig årsnederbörd är 2 597 millimeter. Den regnigaste månaden är juni, med i genomsnitt 468 mm nederbörd, och den torraste är oktober, med 52 mm nederbörd.